# Səpnəkəran
Səpnəkəran è un comune dell'Azerbaigian situato nel distretto di Lənkəran.